# Sacrae Disciplinae Leges
Die Apostolische Konstitution Sacrae Disciplinae Leges von Papst Johannes Paul II. wurde am 25. Januar 1983 unterzeichnet und diente der Promulgation des neuen kirchlichen Gesetzbuches (Codex Iuris Canonici (CIC)).

## Anlass und Anliegen
„Die katholische Kirche pflegte im Laufe der Zeit die Gesetze der kirchlichen Lebensordnung zu revidieren und zu erneuern, damit diese bei steter Wahrung der Treue gegenüber ihrem göttlichen Stifter in geeigneter Weise der ihr anvertrauten Heilssendung entsprechen. Von eben diesem Vorsatz geleitet, erfülle ich endlich die Erwartung der ganzen katholischen Welt und verfüge heute, am 25. Januar 1983, die Veröffentlichung des revidierten Kodex des kanonischen Rechts. Während ich das tue, denke ich zurück an jenen 25. Januar des Jahres 1959, an dem mein Vorgänger seligen Angedenkens, Johannes XXIII., zum ersten Mal öffentlich seinen Entschluss zur Reform des gültigen kirchlichen Gesetzbuches bekannt gab, das zu Pfingsten des Jahres 1917 promulgiert worden war.“

Mit diesen Worten führt Johannes Paul II. in diese Apostolische Konstitution ein und setzte das Inkrafttreten des neuen Kanonischen Rechts auf den ersten Adventssonntag des Jahres 1983 (27. November) für die Lateinische Kirche fest. Damit konnte nach 24 Jahren ein jahrelanger und intensiver Reformprozess zu einem sichtbaren Ende gebracht werden. In Kontinuität zur kirchlichen Rechtstradition folge auch das neue kirchliche Gesetzbuch den theologischen und ekklesiologischen Vorgaben des Zweiten Vatikanischen Konzils und gliedert sich in sieben Bücher. Der Papst bezeichnete das neue kirchliche Gesetzbuch „als eine großartige Frucht des Konzils“ und verwies auf seine Ausführungen und wegweisenden Worte. Des Weiteren brachte der Papst zum Ausdruck, dass dieses gesetzgeberische Dokument der Kirche ein unerlässliches Instrument sei, mit dessen Hilfe die erforderliche Ordnung im persönlichen wie gesellschaftlichen Leben, wie auch in der Leitung der Kirche selbst sichergestellt würde.

## Omnium in mentem
Mit dem  Apostolischen Schreiben Omnium in mentem (dt.: In Erinnerung rufen) vom 26. Oktober 2009, welches in Form eines Motu proprio verfasst wurde, wurden von Papst Benedikt XVI. einige Normen des  Codex des Kanonischen Rechts geändert. In der einleitenden Begründung hierzu heißt es: 

„Die Apostolische Konstitution Sacrae disciplinae leges, die am 25. Januar 1983 promulgiert wurde, hat allen in Erinnerung gerufen [omnium in mentem], dass die Kirche als zugleich geistliche und sichtbare wie auch hierarchisch geordnete Gemeinschaft rechtlicher Normen bedarf, »damit die Ausübung der ihr von Gott anvertrauten Dienste, insbesondere der geistlichen Gewalt und der Verwaltung der Sakramente, ordnungsgemäß geregelt wird«. In diesen Normen sollen nämlich einerseits immer die Einheit der theologischen Lehre und der kanonischen Gesetzgebung und andererseits der pastorale Nutzen der Vorschriften hervortreten, durch welche die kirchlichen Weisungen auf das Wohl der Seelen hingeordnet werden. 
Um aber sowohl diese notwendige Einheit der Lehre als auch die Ausrichtung auf das pastorale Ziel wirksamer sicherzustellen, entscheidet bisweilen die höchste Autorität der Kirche nach reiflicher Abwägung der Gründe über geeignete Änderungen der kanonischen Normen oder fügt in dieselben Ergänzungen ein. Das ist also der Grund, der Uns zur Promulgierung des vorliegenden Schreibens bewegt …“

Große Aufmerksamkeit fand eine Änderung im Abschnitt De Ordine (lat.: Über das Weihesakrament) des CIC durch Omnium in mentem. Zuvor hatte es geheißen, dass alle, die das Weihesakrament empfangen haben, seien es Diakone, Priester oder Bischöfe, an Stelle Christi handeln (lat.: agere in persona Christi Capitis). Durch die von Omnium in mentem verfügte Änderung wird dies in can. 1009 nunmehr nur noch vom Priester und vom Bischof gesagt (§ 3: „Qui constituti sunt in ordine episcopatus aut presbyteratus missionem et facultatem agendi in persona Christi Capitis accipiunt“), während den Diakonen nur die Vollmacht zugesprochen wird, dem Volk Gottes in der Liturgie, durch das Wort und durch Caritas zu dienen (§ 3: „... diaconi vero vim populo Dei serviendi in diaconia liturgiae, verbi et caritatis“). So kam die Frage auf, ob durch Omnium in mentem der Ausschluss der Diakone vom dreigliedrigen Weihesakrament vorbereitet werden solle.